# チャグリー・ベク
チャグリー・ベク (چغری بیک) の名で知られるアブー・スライマーン・ダーウード・チャグリー・ベク・ブン・ミーカーイール・ブン・サルジューク（Abū Sulaymān Dāwūd Chaghrī Beg b. Mīkā'īl b. Saljūq）は、初期セルジューク朝の共同統治者である。「チャグリー」は、テュルク語（現代トルコ語ではÇağrı）であり、「小さい鷹」の意味である。

## 背景
チャグリーとその弟トゥグリルは、ミーカーイールの息子で、セルジュークの孫である。「大セルジューク朝」は彼らの祖父セルジュークに因んで名付けられた。セルジュークはテュルク系で、ハザールもしくはオグズ・ヤブグに於いて、族長を務めた。11世紀初頭、彼らは故地を離れ、シル・ダリア側の都市ジャンド（現在は村）付近に移動し、マー・ワラー・アンナフル（現代におけるウズベキスタンとカザフスタン南部付近）を支配していたカラハン朝の宗主権を受け入れた。カラハン朝がガズナ朝に敗れると、彼らは自立した。

## 生涯
1025年までのチャグリーとトゥグリル兄弟の動向については、殆ど知られていない。兄弟は15歳まで祖父のセルジュークに育てられ、カラハン朝の小公アリー・ティギーン・ボグラ・ハーンと共にガズナ朝のマフムードと戦った。 最も早いチャグリーに関する記録は、彼のアナトリア東部遠征に関するものであり、ジャンドからアナトリアまでのガズナ朝による追跡を逃れ、彼はビザンツ帝国の砦を攻撃したという。 しかし、クロード・カーエンによると、これはあり得ず、伝説的記述である。1035年から1037年の間、チャグリーとトゥグリル兄弟は、ガズナ朝のマスウードと戦った。チャグリーはメルヴ（現トルクメニスタン）を占領した。1038年から1040年にかけて、基本的に一撃離脱戦法を取りながら、チャグリーはガズナ朝軍との抗争を続け、ついにダンダーナカーンの戦いに於いて甚大な被害を与えた。トゥグリルは慎重で、一撃離脱戦法を取り続けることを望んだが、チャグリーがセルジューク朝軍を指揮し、直接対決を望んだという。 ダンダーナカーンに於いて、セルジューク軍は数的有利なガズナ朝軍を敗北せしめた。戦いの後、クリルタイが開かれ、チャグリーとトゥグリル兄弟の間で分割されることが決まった。トゥグリルは西側領域（イラン西部、アゼルバイジャン、イラク）を支配し、チャグリーは大ホラーサーン（イラン東部、トルクメニスタン、アフガニスタン）を支配した。チャグリーは後にバルフ（現アフガニスタン北部）も獲得、1048年にはイラン南部のケルマーンを、1056年にはイラン南東部のスィースターンを征服した。 セルジューク朝がアッバース朝への影響を強めると、1056年、彼は自身の娘のハディージャ・アルスラーン・ハートゥーンをカリフ・アル=カーイムに嫁がせた。

## 死
チャグリーは、イラン北東部の都市サラフスで死亡した。彼の死亡年については史料間で一致が見られず、1059年、1060年、1061年、1062年などと言われている。彼の正確な死亡年推定は、貨幣学が利用できるとされている。1059年の貨幣までチャグリーの名前が彫られており、1060年以降は彼の息子カーヴルトの名前が彫られていることから、チャグリーの死は1059年の説がより確からしいというのである。 死後、彼の息子アルプ・アルスラーンがホラーサーン総督を務めた。

## 影響
後世のオスマン朝の習慣とは違い、テュルク系の伝統では、兄弟は政治に参加したという（6世紀の伊利可汗-室点蜜、8世紀の毘伽可汗-闕特勤など）。トゥグリルとチャグリーは、他の家族構成員と共に、セルジューク朝形成に参加した。弟のトゥグリルがスルターン位を獲得したものの、その後は兄チャグリーの息子がスルターン位を継承した。
チャグリーは6人の息子と4人の娘がいた。息子たちのうち、アルプ・アルスラーンが1064年にスルターンとなった。「大セルジューク朝」の王家は、ルーム・セルジューク朝（従兄弟の子孫）を除くと、チャグリーの子孫で形成された。他の息子であるカーヴルトは、ケルマーン総督となって後に独立し、他の息子ヤークーティーはアゼルバイジャン総督となった。